# Ann Bridge
Ann Bridge war das Pseudonym der britischen Schriftstellerin Mary Dolling O’Malley, Lady O’Malley (* 11. September 1889 nahe Shenley, Hertfordshire, als Mary Dolling Sanders; † 9. März 1974 in Oxford), die ab den 1930er Jahren über 25 Romane und Bücher veröffentlichte. Viele ihrer Werke kombinieren romantische Geschichten mit internationalen Handlungsorten.

## Leben
Mary Dolling Sanders kam 1889 im Anwesen ihrer Eltern nahe Shenley, Hertfordshire, als siebentes von neun Kindern des britischen Eisenbahnunternehmers James Harris Sanders (1844–1916) und seiner US-amerikanischen Ehefrau Marie Louise Day (1852–1922) zur Welt. Die Familie lebte zunächst nahe Shenley und zog 1904 nach London, während Mary Anne – so einer ihrer Spitznamen – zuhause unterricht wurde. Als junge Erwachsene entwickelte sie ein reges Interesse am Bergsteigen und verbrachte mehrere lange Aufenthalte in den Alpen. Seit dieser Zeit verband „Cottie“ Sanders auch eine gute Freundschaft mit dem Bergsteiger George Mallory, über den sie später ein nie publiziertes Memoir verfasste. 1910 wurde sie in den Ladies’ Alpine Club aufgenommen. Ein Jahr später ging ihr Vater finanziell bankrott, weshalb sie begann, für einen geringen Stundenlohn für die Charity Organisation Society zu arbeiten. Im Oktober 1913 heiratete sie den Diplomaten Owen O’Malley (1887–1974), mit dem sie in den nächsten Jahren drei Kinder bekam. Parallel arbeitete Mary O’Malley während des Ersten Weltkriegs für die Admiralität als Kryptoanalystin. 1919 zog die junge Familie in ein mittelalterliches Haus im Weiler Bridge End nahe Ockham in Surrey, wo es im Nebenerwerb eine Hühnerfarm betrieb. Vor ihrer Heirat mit O’Malley hatte sie einen Heiratsantrag des späteren Ökonoms und Politikers William Henry Beveridge abgelehnt.
1926 wurde ihr Ehemann nach Peking versetzt, wohin ihm seine Familie nachfolgte. In dieser Zeit begann Mary O’Malley, erste Kurzgeschichte, Gedichte und Artikel zu verfassen und zu publizieren. Wegen des Berufes ihres Ehemannes nutzte sie dafür das Pseudonym „Ann Bridge“. Nach der Rückkehr nach England wurde ihr Ehemann des illegalen Devisenhandels beschuldigt und zum Rücktritt gedrängt; auch wegen der Intervention seiner Ehefrau, die insistierte, dass er falsch, aber nicht kriminell gehandelt habe, wurde ihr Ehemann bald wieder in den diplomatischen Dienst aufgenommen, wenngleich er fünf Jahre Seniorität verlor. 1932 gelang Ann Bridge mit ihrem Debütroman Peking Picnic der Durchbruch; ein Jahr später erhielt sie für ihr Werk einen mit 3.500 Pfund dotierten Literaturpreis des Atlantic Monthly. Zwei weitere Romane basierend auf ihrer Zeit in Peking folgten in den nächsten Jahren, ein anderer Roman handelte in Italien. Ein weiterer Roman mit dem Titel Illyrian Spring (1935) spielte an der Küste Jugoslawiens und gilt als Auslöser für das nachfolgend gesteigerte Interesse britischer Touristen an der Region.
1940 gab das Ehepaar ihr Anwesen in Bridge End auf, als Owen O’Malley als Botschafter nach Budapest versetzt wurde. Mit dem Ausbruch des Zweiten Weltkriegs und dem Vormarsch der Nazis floh das Ehepaar über Russland und den Pazifischen Ozean an die Ostküste der Vereinigten Staaten, wo das Ehepaar bis 1942 blieb. Nach der Rückkehr ins Vereinigte Königreich wurde ihr Ehemann 1943 nobilitiert, wodurch Mary O’Malley zur „Lady O’Malley“ wurde. Parallel verfasste sie weitere Romane. 1942 publizierte sie mit Frontier Passage einen Roman über Spanien im Jahr 1938, der zeitgeschichtlichen Beobachtungen mit einer romantischen Komödie verknüpfte. 1945 veröffentlichte sie mit Singing Waters einen in Albanien spielenden Roman. Ein Jahr zuvor war ihr Ehemann als Botschafter nach Portugal versetzt worden, wo sie mit Susan Lowndes Marques einen Reiseführer für das Land verfasste, der 1949 veröffentlicht wurde. Nach der Pensionierung ihres Ehemannes 1947 zogen die Bridges zunächst ins westirische County Mayo; ein Jahr später konvertierte sie zum Katholizismus. Zehn Jahre später zog das Ehepaar nach Oxford, wo es seinen Lebensabend verbrachte.
Weiterhin veröffentlichte Ann Bridge Romane. 1952 knüpfte sie an ihren früheren Erfolg mit dem zeitgeschichtlichen Roman Frontier Passage an und veröffentlichte mit The Dark Moment einen Roman über die türkische Revolution 1919 unter Mustafa Kemal Atatürk. Zwei weitere zeithistorische Romane veröffentlichte sie 1953 und 1962. 1955 publizierte sie ein Memoir über ihre Mutter. Ab den 1950er Jahren schrieb sie eine Kriminalromanserie mit der Hauptfigur Julia Probyn, die sie 1973 mit ihrer letzten Veröffentlichung zu einem Abschluss brachte. Es war ihr einziges Buch, das in den Vereinigten Staaten erstveröfflicht wurde, da ihr langjähriger britischer Verlag Chatto & Windus das Manuskript abgelehnt hatte. Um 1970 hatte sie ferner drei autobiografische Bücher veröffentlicht, darunter Permission to Resign, in dem sie über die Devisenaffäre ihres Ehemannes reflektierte. Ihre Romane zeichneten sich besonders durch eine Verknüpfung von internationalen Schauplätzen mit romantischen, historischen und psychologischen Handlungsaspekten aus. Im März 1974 starb sie in Oxford im Alter von 84 Jahren an einer Lungenentzündung. Ihr Ehemann überlebte sie um einen Monat. Ihr Nachlass wurde ein Jahr nach ihrem Tod an das Harry Ransom Center an der University of Texas at Austin gegeben. Die langjährige Nachbarin des Ehepaares in Oxford, die Historikerin Jose Harris, fand im Nachlass von Bridge später Zeugnisse ihrer Verbindung zu William Henry Beveridge, die Harris in die 1997 erschienene Neuauflage ihrer Beveridge-Biografie einarbeitete.

## Werke
Romane
- Peking Picnic. Chatto & Windus, London 1932.
  - Picknick in Peking. Übersetzt von Herberth E. Herlitschka. Piper, München 1934.
- The Ginger Griffin. Chatto & Windus, London 1934.
  - Der gelbe Greif. Übersetzt von Herberth E. Herlitschka. Rascher, Leipzig / Zürich 1939.
- Illyrian Spring. Chatto & Windus, London 1935.
  - Frühling in Dalmatien. Übersetzt von Herberth E. Herlitschka. Bastei-Verlag, Wien / Leipzig 1937.
- Enchanter’s Nightshade. Chatto & Windus, London 1937.
  - Verzauberter Sommer. Übersetzt von Ernst Sander. Schröder Verlag, Hamburg 1938.
- Four-Part Setting. Chatto & Windus, London 1939.
  - Gesang in Peking. Übersetzt von Herberth E. Herlitschka. Humanitas Verlag, Zürich 1942.
- Frontier Passage. Chatto & Windus, London 1942.
  - Liebesspiel an der Grenze. Scherz, Bern 1944.
- Singing Waters. Chatto & Windus, London 1945.
  - Rauschende Wasser. Hallwag, Bern 1955?.
- And Then You Came. Chatto & Windus, London 1948.
  - Und dann kamst du! Übersetzt von Karin von Schab. Schröder, Hamburg 1950.
- The Dark Moment. Chatto & Windus, London 1952.
  - Begegnung am Bosporus. Übersetzt von Helen Mayer. Humanitas Verlag, Zürich / Konstanz 1955.
- A Place to Stand. Chatto & Windus, London 1953.
  - Ein Tag zum Lieben. Übersetzt von Helene Mayer. Diana Verlag, Konstanz / Stuttgart 1957.
- The Tightening String. Chatto & Windus, London 1962.

Kriminalromane der Julia-Probyn-Reihe
- The Lighthearted Quest. Chatto & Windus, London 1956.
  - Julias Abenteuer in Marokko. Übersetzt von Irene Muehlon. Diana Verlag, Zürich / Stuttgart 1958.
- The Portuguese Escape. Chatto & Windus, London 1958.
  - Die Flucht nach Portugal. Übersetzt von Irene Muehlon. Diana Verlag, Konstanz / Stuttgart 1959.
- The Numbered Account. Chatto & Windus, London 1960.
- The Dangerous Islands. Chatto & Windus, London 1963.
  - Die gefährlichen Inseln. Übersetzt von Karl Hertig. Diana-Verlag, Konstanz 1965.
- Emergency in the Pyrenees. Chatto & Windus, London 1965.
  - Idyll in den Pyrenäen. Übersetzt von Hans Koller. Diana-Verlag, Konstanz 1967.
- The Episode at Toledo. Chatto & Windus, London 1966.
- The Malady in Madeira. Chatto & Windus, London 1970.
- Julia in Ireland. McGraw-Hill, New York 1973. ISBN 0-07-007736-3.

Autobiografien
- Portrait of my Mother. Chatto & Windus, London 1955.
- Facts and Fictions: Some Literary Recollections. Chatto & Windus, London 1968.
  - Spiegelbilder meines Lebens. Übersetzt von Trude Fein. Diana-Verlag, Konstanz 1970.
- Moments of Knowing: Some Personal Experiences Beyond Normal Knowledge Hodder & Stoughton, London 1970.
- Permission to Resign: Goings-On in the Corridors of Power. Sidgwick & Jackson, London 1971. ISBN 0-283-97813-9.

Kurzgeschichten
- The Song in the House: Stories. Chatto & Windus, London 1936.

Reiseliteratur
- mit Susan Belloc Lowndes: The Selective Traveller in Portugal. Evans Brothers, London 1949.

Kinderliteratur
- The House at Kilmartin: For Boys and Girls. Evans Brothers, London 1951.